# Nola monozona
Nola monozona är en fjärilsart som beskrevs av Oswald Beltram Lower 1897. Nola monozona ingår i släktet Nola och familjen trågspinnare. Inga underarter finns listade i Catalogue of Life.